# Partito Contadino Croato - Nuova Iniziativa Croata
Il Partito Contadino Croato - Nuova Iniziativa Croata (in croato Hrvatska Seljačka Stranka - Nova Hrvatska Inicijativ, HSS-NHI) è stato un partito politico della Bosnia ed Erzegovina.

## Storia
La formazione venne fondata dalla fusione tra due soggetti politici:
- Partito Contadino Croato (HSS), fondato nel 1993;
- Nuova Iniziativa Croata (NHI), fondato nel 1998.[1]

A seguito di diversi tumulti e l'aumento delle divisioni interne, una parte dei membri dell'HSS, guidata da Ljiljana Lovrić, lasciò il partito e rifondò il Partito Contadino Croato nel 2010. Con la separazione dell'HSS dopo le elezioni del 2010, il partito continuò ad operare con il nome Alleanza popolare croata di Bosnia ed Erzegovina. Si sciolse ufficialmente nel 2014.